# Junco (Ribadesella)
Junco (en asturiano y oficialmente: Xuncu) es una parroquia asturiana del concejo de Ribadesella, en el norte de España, y una aldea de dicha parroquia. Cuenta además con otro lugar llamado Cuevas (Cueves).

## Toponimia
Desde el año 2010, el topónimo oficial de la parroquia y del lugar homónimo es Xuncu, en asturiano. Según Xosé Lluis García Arias, en su obra Toponimia asturiana, el topónimo procede de la palabra latina IUNCUM, junco.

## Geografía
La parroquia tiene una superficie de 3,82 km² y se encuentra en la margen izquierda del río Sella. 

## Demografía
En el año 2015 se encontraban empadronadas en el término parroquial 153 personas que se repartían en 88 viviendas principales (censo de 2001). Según el nomenclátor de ese año, la parroquia comprende las entidades de población de Cuevas (lugar) y Junco (aldea).
En el Diccionario de Madoz los lugares que componen la feligresía son los de Alisal, Melez, Riborio, Sovizo, Toral, Torre y Villanueva. El lugar de Cuebas (sic) aparece engoblado dentro de la parroquia de Moro.

## Parroquia eclesiástica
La correspondiente parroquia eclesiástica se encuentra bajo la advocación de santa María. La parroquia se encuadra en el arciprestazgo de Llanes de la archidiócesis de Oviedo. El templo parroquial, románico de principios del siglo XIII, se sitúa en la aldea de Junco y es bien de interés cultural desde el año 1966.

## Patrimonio cultural
Según el Plan General de Ordenación de Ribadesella —en su fase de aprobación inicial— forman parte del Catálogo Urbanístico del concejo los siguientes elementos situados dentro del término parroquial:
Natural
- La Cuevona de Cuevas

Arqueológico
- La fortificación del Pico Las Torres
- Las cuevas de Xuncu, L'Alisal y La Boquera.
- La iglesia románica de santa María de Junco, bien de interés cultural.

Etnográfico
- Los conjuntos de Junco-El Alisal y de Cuevas.

Arquitectónico
- El Palacio de los Junco.
- La Torre de los Ruiz Junco.
- La capilla dedicada a Santiago, en Cuevas.
- Las antiguas escuelas de Cuevas.

Industrial
- El apeadero de Cuevas.

### Fortificación del Pico Las Torres
La fortificación del Pico Las Torres fue un castillo en altura del que solo quedan restos situado en la cima de dicho pico, situado al noreste de la localidad de Cuevas. Esta fortaleza sería, posiblemente, uno de los siete castillos cedidos por el conde Piniolo Jiménez y su esposa, la condesa Ildoncia, al rey Bermudo III de León, según la hipótesis de José Luis Avello Álvarez. Dicho castillo aparecería en el documento de permuta como «In ripia de Selia, castro de Buraone»

### Torre de los Ruiz Junco
La torre de los Ruiz Junco o de Junco es un torreón de origen medieval, de estilo renacentista. De planta cuadrangular, está construida con sillarejos en los muros y con sillares en las esquinas y en los marcos de ventanas y puerta de acesso. Esta se sitúa en el lado derecho de la fachada principal y sobre ella permanece el escudo de armas de los Junco.